# Humble (Teksas)
Humble – miasto w Stanach Zjednoczonych, w stanie Teksas, w hrabstwie Harris.

## Demografia
Według przeprowadzonego przez United States Census Bureau spisu powszechnego w 2010 miasto liczyło 15 133 mieszkańców, co oznacza wzrost o 3,8% w porównaniu do roku 2000. Natomiast skład etniczny w mieście wyglądał następująco: Biali 54,0%, Afroamerykanie 21,6%, Azjaci 2,7%, pozostali 21,7%. Kobiety stanowiły 50,9% populacji.